# Media gateway
Um media gateway é um nó de rede que converte fluxos de mídia vindos de diferentes redes de telecomunicação como a rede pública de telefonia comutada, sinalização por canal comum ou redes NGN. Nesta última, permitem que comunicações multimídia possam utilizar vários protocolos de transporte como o ATM e o IP.
Por conectar diferentes tipos de redes, uma de suas principais funções é fazer a conversão de diferentes tipos de transmissão e codificação. Funções de fluxo de mídia como cancelamento de eco, DTMF e envio de tom também estão localizadas no media gateway.
Os media gateways frequentemente possuem um controlador à parte que provê o controle das chamadas e a funcionalidade de sinalização. A comunicação entre media gateways e call agents é possível através de protocolos como o MGCP ou Megaco, ou o SIP. Media gateways para voz sobre IP (VoIP) realizam a conversão entre TDM para um protocolo de fluxo de mídia como também um protocolo de sinalização que seja utilizado no sistema VoIP.